# نجد صهفر (المخادر)

تعديل مصدري - تعديل

نجد صهفر محلة تابعة لقرية المثامعة، التابعة لعزلة بني سرحة بمديرية المخادر إحدى مديريات محافظة إب في الجمهورية اليمنية، بلغ تعداد سكانها 178 حسب تعداد اليمن لعام 2004.